# Bosbespers
De Bosbespers (fl. 1978–2015) was een kleinschalige, bibliofiele uitgeverij, gevestigd in Oosterbeek in Nederland. Het was een eenmansbedrijfje dat in de late jaren 1970 werd opgericht door de neerlandicus Rody Chamuleau met de intentie eigenhandig kleine boekuitgaven te realiseren. De pers opereerde buiten het commerciële circuit van de grote uitgeverijen, waardoor zij zich kon richten op nicheprojecten, meestal geïnitieerd vanuit Chamuleau’s persoonlijke interesse, maar met bredere literaire relevantie.
Chamuleau beschouwde zijn pers vooral als een intuïtieve literaire bezigheid: een vrijplaats om met zorg en snelheid bibliofiel werk te maken, met name gericht op literaire curiosa – vaak teksten uit de 19e eeuw of gerelateerd aan auteurs als F. Bordewijk. Enkele werken die uitgegeven zijn bij de Bosbespers zijn De Teuten uit de Brabantse en Limburgse Kempen (1978), De muze vermomd (1987), De hoogten van Doyle, De trog van Bordewijk (1988), en latere beperkte oplage‑uitgaven zoals Vrouwenhaar (2005) en Dames (2007).

## Op hoge poten(1999)
Ik zou wel willen
schrijven over duiventillen
maar in de Nederlandse taal
weet ik daarover geen verhaal
ik schrijf uitsluitend nog novellen
over verwerpelijke dellen
ach, was ik zelf zo'n slechte meid
dan schreef ik in mijn vrije tijd
hoe ik 't manvolk ging bekoren
nabij een kloeke duiventoren
nu moet u 't doen, o Bosbespers
met dit fragiele afwijsvers
De Bosbespers wordt aangehaald in Een deerne in lokkend postuur (2000), een persoonlijke kroniek van Maarten 't Hart. Hierin memoreert hij het verzoek een verhaal te schrijven waarin een duiventil een rol speelt. Hij wees het verzoek af in de vorm van een gedicht op een ansichtkaart aan de Bosbespers.
Kennelijk was 't Hart met die afwijzing onbedoeld toch enigszins aan het verzoek tegemoet gekomen: toen hij dit alweer vergeten was kreeg hij het door Bosbespers uitgegeven boekje Op hoge poten - duiventillen en torens in het literaire landschap (1999) toegestuurd, met dat versje in het voorwoord verwerkt.